# بدلزمیر، کنت
بدلزمیر، کنت (به انگلیسی: Badlesmere, Kent) یک روستا و محله مدنی در بریتانیا است که در سوئل واقع شده‌است. بدلزمیر ۱۳۴ نفر جمعیت دارد.